# Labetalol
Labetalol là một loại thuốc dùng để điều trị huyết áp cao và kiểm soát đau thắt ngực lâu dài. Điều này bao gồm tăng huyết áp cần thiết, cấp cứu tăng huyết áp và tăng huyết áp của thai kỳ. Trong việc chữa tăng huyết áp, nó thường ít được ưa thích hơn so với một số loại thuốc huyết áp khác. Nó có thể được đưa ra bằng miệng hoặc tiêm tĩnh mạch.
Các tác dụng phụ thường gặp bao gồm huyết áp thấp khi đứng, chóng mặt, cảm thấy mệt mỏi và buồn nôn. Tác dụng phụ nghiêm trọng có thể bao gồm huyết áp thấp, các vấn đề về gan, suy tim và co thắt phế quản. Sử dụng thuốc này tỏ ra an toàn ở phần sau của thai kỳ và nó không được dự kiến sẽ gây ra vấn đề trong khi cho con bú. Nó hoạt động bằng cách ngăn chặn sự kích hoạt các thụ thể β và thụ thể α.
Labetalol được cấp bằng sáng chế vào năm 1966 và được đưa vào sử dụng y tế vào năm 1977. Nó có sẵn như là một loại thuốc gốc. Một tháng cung cấp ở Vương quốc Anh tiêu tốn của NHS khoảng 8£ vào năm 2019. Tại Hoa Kỳ, chi phí bán buôn của số thuốc này là khoảng 12 USD. Năm 2016, đây là loại thuốc được kê đơn nhiều thứ 233 tại Hoa Kỳ với hơn 2 triệu đơn thuốc.

## Sử dụng trong y tế
Labetalol có hiệu quả trong việc quản lý   cấp cứu tăng huyết áp, tăng huyết áp sau phẫu thuật,   pheochromocytoma - tăng huyết áp, và   tăng huyết áp hồi phục do hội chứng cai nghiện thuốc chặn beta.  
Nó có một chỉ định đặc biệt trong điều trị chứng cao huyết áp do mang thai   thường được liên kết với  tiền sản giật.  
Nó cũng được sử dụng như là một thuốc thay thế trong việc điều trị tăng huyết áp nặng.